# Piñan
Piñan (New Piñan) ist eine philippinische Stadtgemeinde in der Provinz Zamboanga del Norte. Sie hat 20.161 Einwohner (Zensus 1. August 2015).

## Baranggays
Piñan ist politisch in 22 Baranggays unterteilt.
- Bacuyong
- Bagong Silang
- Calican
- Del Pilar
- Desin
- Dilawa
- Dionum
- Lapu-lapu
- Lower Gumay
- Luzvilla
- Poblacion North
- Poblacion South
- Santa Fe
- Segabe
- Sikitan
- Silano
- Teresita
- Tinaytayan
- Ubay (Daan Tipan)
- Upper Gumay
- Villarico